# Wer weiß es, wer weiß es nicht?
Wer weiß es, wer weiß es nicht? war eine Quizsendung, die von 2013 bis 2015 unter der Woche regelmäßig von 13 bis 14 Uhr auf VOX gezeigt wurde.

## Konzept
| Frage | Gewinnsumme           |
| ----- | --------------------- |
| 01    | 0100 €                |
| 02    | 0300 €                |
| 03    | 0600 €                |
| 04    | 01.000 €              |
| 05    | 03.000 € bzw. 6.000 € |

Wer weiß es?
Wer weiß es nicht?
Kandidat entscheidet, welche Form der Frage dran kommen soll.
Bei dem Quiz müssen die Kandidaten keine Frage selbst beantworten, sondern lassen ihre Fragen von Passanten, die sie selbst aussuchen können, beantworten. Entweder benötigt der Kandidat eine Person, die es weiß, oder eine, die es nicht weiß. Nach vier Fragen hat der Kandidat 1000 €. Dann kommt die Finalfrage, bei der der Kandidat 1000 € investieren muss und sich eine Frage aussuchen darf, entweder die „Wer-weiß-es“-Frage oder die „Wer-weiß-es-nicht“-Frage. Um es dem Kandidaten zu vereinfachen, liest der Quizmaster Ermias Habtu jeweils den ersten Teil der Frage vor. Falls der Kandidat dann wieder die passende Antwort bekommt, hat er 3000 €  gewonnen. Zusätzlich gibt es einen Telefonjoker. Dieser wird automatisch verwendet, sobald ein Passant nicht korrekt antworten konnte. Der Kandidat darf dann mit seinem Handy eine Person anrufen, die 20 Sekunden Zeit hat, die Frage zu beantworten. Erhält man danach auch keine passende Antwort oder ist der Angerufene nicht erreichbar, ist das Spiel beendet. Freiwillig austreten kann der Kandidat nur mit 1000 €  bzw. 3000 €. In manchen Ausgaben gibt es statt der 3000 € bei der letzten Frage 6000 €, was durch eine rote Krawatte, die Moderator Ermias trägt, signalisiert wird.

## Hintergrund
Die erste Staffel von Wer weiß es, wer weiß es nicht? wurde erstmals am 2. Dezember 2013 (10 Folgen, bis 13. Dezember) gesendet. Die zweite Staffel startete am 22. April 2014, bis Juni wurden zunächst 48 Folgen gezeigt. Die Sendung hatte in dieser Zeit durchschnittlich 330.000 Zuschauer, was einem Marktanteil von 3,6 Prozent entsprach. Bei der werberelevanten Zielgruppe lag der Marktanteil bei 5,3 Prozent (170.000 Zuschauer). Beide Werte lagen unter dem Durchschnitt des Senders VOX. Nach einer Pause, während der auf dem Sendeplatz die Rechtsstreit-Pseudo-Doku-Soap Verklag mich doch! lief, begann im Januar 2015 die Ausstrahlung neuer Folgen von Wer weiß es, wer weiß es nicht?. Teilweise wurde das Quiz in Doppelfolgen von 13 bis 15 Uhr ausgestrahlt. Am 22. September 2015 wurde bekannt gegeben, dass das Format aufgrund abnehmender Quoten vorerst aus dem Programm genommen wurde.

## Staffeln und Ausstrahlung
| Staffel   | Episoden | Ausstrahlung                   |
| --------- | -------- | ------------------------------ |
| Staffel 1 | 10       | 2. bis 13. Dezember 2013       |
| Staffel 2 | 48       | 22. April bis 27. Juni 2014    |
| Staffel 3 | 106      | 12. Januar bis 28. August 2015 |